# Famille de Ficquelmont
La famille de Ficquelmont est une famille éteinte de la noblesse française d'extraction chevaleresque, originaire de Lorraine.
Elle a donné des prévôts de Briey, un maître d'hôtel de Louis XIII, des chambellans des ducs de Lorraine, un grand bailli de Lunéville, plusieurs chanoinesses aux chapitres nobles de Rémiremont, Epinal, Poussay et  Bouxières, des officiers au service des ducs de Lorraine, de l'Espagne, de l'Autriche, de la France, des Pays-Bas et elle fut illustrée au XIXe siècle par le comte Charles Louis de Ficquelmont (1777-1853), général de cavalerie, ambassadeur à Saint Pétersbourg, ministre des conférences et des affaires étrangères d'Autriche, président du conseil, chevalier de l'Ordre autrichien de la Toison d'or.
Après avoir donné plusieurs branches établies en France, Autriche, Pays-Bas, Belgique, elle s'est éteinte en 1948 en ligne  masculine et en 1991 en ligne féminine.

## Origine
Cette famille a pour origine une seigneurie de son nom en Lorraine, située dans l'ancienne châtellenie de Briey, au bailliage de Saint-Mihiel (lieu-dit situé sur la commune actuelle de Thumeréville).
Elle est connue depuis 1138, avec Gérard de Ficquelmont, chevalier, qui fit une donation à l'église Saint-Pierre, le 14 des calendes d'avril 1138 de l'alleu qui lui appartenait à Ficquelmont.
- Pierre de Ficquelmont, surnommé Chappotin, qualifié messire, qualification qui n'était prise alors que par les personnes décorées de la chevalerie, fit hommage lige, conjointement avec Raymond, Erard et Ancel de Ficquelmont, ses fils, au mois de juillet 1269, de ce qu'il possédait à Ficquelmont relevant du comté de Bar. Il vivait encore en 1333[1].
- Adam de Ficquelmont, écuyer, fit également hommage lige au comte de Bar au mois de novembre 1333 de plusieurs héritages qu'il possédait au lieu de Ficquelmont[1].

La filiation n'est parfaitement prouvée que depuis Henry de Ficquelmont, chevalier, seigneur de Ficquelmont et de Puxe, mort avant 1386,.
D'après Charles Poplimont, qui a donné une généalogie de la famille de Ficquelmont dans La Belgique Héraldique (1866), Henri de Ficquelmont, auquel Chérin fait remonter la filiation, aurait épousé Marie le Loup. D'après le même auteur, il aurait été fils d'Erard de Ficquelmont et petit-fils de Manassés de Ficquelmont, vivant en 1346 et de Marie Dannoy.
La famille de Ficquelmont faisait partie des huit « petits chevaux de Lorraine ».
L'ainé, en tant que membre d'une famille de la noblesse chevaleresque de Lorraine, siégeait aux Assises de Lorraine, tribunal souverain du pays.

## Histoire
Balthazar de Ficquelmont, seigneur de Ficquelmont, Mars-la-Tour, Moustier (descendant  au 5e degré d'Henry de Ficquelmont décédé avant 1386), épousa Catherine de Clémery dont il eut deux fils : René et Robert, auteurs de deux grandes branches.
Branche ainée (éteinte en 1709)
La branche ainée, issue de René de Ficquelmont, marié en 1570 à Claude de Joyeuse, donna un maître d'hôtel du roi Louis XIII et un écuyer de Charles II, duc de Lorraine. Elle s'éteignit en 1709 avec Léonard de Ficquelmont , officier au service du roi d'Espagne, tué en Catalogne le 25 octobre 1709.
Branche cadette (éteinte en 1948 en ligne masculine et en 1991 en ligne féminine)
L'auteur de la branche cadette, Robert de Ficquelmont, seigneur de Moustier, marié en 1586 à Élisabeth de Strainchamps, fut chambellan et conseiller d'État de Charles II, duc de Lorraine.
Son petit-fils Jean-François, seigneur de Paroye, colonel des troupes impériales puis capitaine commandant une compagnie de chevau-légers , marié à Marguerite de Chauvirey, fut connu le premier sous le titre de « comte de Ficquelmont » ,.
Il fut le père de Jacques-Charles titré comte de Ficquelmont et du Saint-Empire[Quand ?], capitaine de cavalerie au service de l'Autriche (régiment de Kalckreith, depuis de Thurn) marié à Marie-Anne, comtesse de Butler d'où trois fils : 1) Maximilien-Chrétien 2) Antoine-Charles-Ignace 3)Florimond-Joseph-Ignace qui furent les auteurs de trois rameaux :
Rameau aîné établi en Autriche (éteint en 1853 en ligne masculine)
Le rameau aîné issu de Maximilien-Chrétien s'exila en Autriche à la Révolution et s'éteignit avec Charles-Louis comte de Ficquelmont (1777-1857), chevalier de la Toison d'Or, général de cavalerie, propriétaire du 6e régiment de dragons, chambellan, conseiller intime de l'empereur d'Autriche, ambassadeur à Constantinople et à Saint-Pétersbourg (1831-1840), ministre d'État, ministre des conférences, ministre des affaires étrangères d'Autriche, président du Conseil, chevalier de l'Ordre autrichien de la Toison d'or. De son mariage avec Dorothée comtesse von Tiesenhausen, il laissa une fille unique Elisabeth-Alexandrine (1825-1878), dernière représentante de son rameau, qui épousa en 1841 le prince Edmund von Clary und Aldringen,.
Second rameau établi aux Pays-Bas (éteint en 1899 en ligne masculine)
L'auteur du deuxième rameau, Antoine-Charles-Ignace de Ficquelmont, né en Hongrie le 20 décembre 1753, fut envoyé de bonne heure dans les Pays Bas autrichiens et y entra au service du roi Guillaume Ier. il fut commandant de la place de Spa. Il obtint 16 juillet 1822 la reconnaissance de son titre de comte transmissible par ordre de primogéniture. Sa descendance masculine s'est éteinte avec son petit-fils, Edouard comte de Ficquelmont, né en 1823, marié en 1884 à Alix Schormann, décédé en 1899, qui n'eut que des filles,.
3e rameau établie en Belgique (éteint en 1948 en ligne masculine)
Ce rameau a pour auteur Florimond-Joseph-Ignace de Ficquelmont, né en Hongrie le 26 mars 1763, décédé en 1838, qui obtint en 1822 de Guillaume Ier, roi des Pays-Bas, la confirmation de son titre de comte transmissible à tous ses descendants,.
Son petit-fils, Charles-Joseph, comte de Ficquelmont de Vyle, né en 1834 à l'ile de Java Java, marié à Batavia (Indes néerlandaises) en 1863 à Gésina Schnell (décédée à Groningue en 1902), obtint la nationalité belge le 21 octobre 1884. Il fut admis dans la noblesse belge par lettres de 1885 et obtint en même temps la reconnaissance de son titre de comte à tous ses descendants mâles et femelles,, . Il laissa deux fils :
- Alphonse, né à Batavia le 21 décembre 1875, décédé à Bruxelles le 30 janvier 1936, marié le 11 novembre 1909 à Etterbeek (Belgique) à Anna-Maria Mack (1873-1960), d'origine argentine. Dont deux filles : Marie-Thérèse, née à Belgique le 9 septembre 1910 et Ghislaine, née également à Ixelles le 17 décembre 1911, décédées célibataires[6].
- Louis-Charles, né en 1877[3],[1], décédé célibataire à Paris en 1948.

Cette dernière branche de la famille de Ficquelmont s'éteignit en 1948 en ligne masculine avec le décès à Paris XVe de Louis-Charles comte de Ficquelmont de Vyle, dernier mâle de sa maison et en ligne féminine en 1991 avec le décès de la comtesse Ghislaine de Ficquelmont de Vyle. Avec elle s'éteignit définitivement la famille de Ficquelmont.

## Filiation
- Robert de Ficquelmont, écuyer, seigneur de Ficquelmont, Puxe et Champey, marié à Jacqueline  d'Oley, capitaine-prévôt de Briey, cité en 1424[1].
- Vautrin de Ficquelmont (fils du précédent), seigneur de Ficquelmont, marié à Françoise de Housse, dame de Mars-la-Tour, capitaine-prévôt de Briey en 1473, qui teste en 1535[1].
- Robert de Ficquelmont (fils du précédent), seigneur de Ficquelmont et de Mars-la-Tour, marié à Anne de La Tour en Voivre, capitaine-prévôt de Briey en 1522[1].
- Balthazar de Ficquelmont, seigneur de Mars-la-Tour, maître d'hôtel du roi Louis XIII, marié en 1605 à Charlotte d'Anglure[3].
- Léonard de Ficquelmont (petit-fils du précédent), capitaine au régiment d'Asfeld-dragons, mort sans alliance, tué en Catalogne le 25 octobre 1709 au service du roi d'Espagne Philippe V. Il fut le dernier de la branche aînée[1],[3].
- Robert de Ficquelmont, seigneur de Moustier, marié à Elisabeth de Strainchamps, chambellan et conseiller d'État du duc Charles III de Lorraine[3],[1].
- René-Jean de Ficquelmont (frère du précédent), seigneur de Mars-la-Tour, écuyer du duc Charles III de Lorraine, marié en 1570 à Claude de Joyeuse, fille de Foucault de Joyeuse, comte de Grandpré, et d'Anne d'Anglure[7].
- René-Louis de Ficquelmont (fils du précédent), abbé de Mouzon et de Belval, envoyé du roi de France auprès des États pontificaux[3].
- Jean-François de Ficquelmont, seigneur de Paroye (petit-fils du précédent), marié à Marguerite de Chauvirey, colonel des troupes impériales puis capitaine commandant une compagnie de chevau-légers[3],[1],[2].
- Charles de Ficquelmont, seigneur de Paroye, (fils du précédent), marié en 1709 à Anne Marguerite de Chauvirey, capitaine de cuirassiers au service de l'empereur d'Autriche, chambellan et lieutenant des chevau-légers de la garde de Son Altesse Royale[3],[1].
- Jacques-Charles de Ficquelmont (fils du précédent), marié à Marie Anne comtesse de Butler, titré comte de Ficquelmont et du Saint-Empire[Quand ?], capitaine de cavalerie au régiment de Thurn[3],[1].
- Maximilien-Chrétien de Ficquelmont, seigneur de Paroye (fils du précédent) marié en 1769 à Marie-Françoise de la Marche, admis le 23 mars 1789 aux Honneurs de la Cour. Il prit part la même année aux assemblées de la noblesse tenues à Lunéville, émigra et périt en 1799 à la bataille de Magnano[3],[1].
- Charles-Étienne-Nicolas de Ficquelmont, né à Saint-Avold en 1751, grand-chantre de la cathédrale de Metz, massacré à Metz le 15 mai 1792 sous le prétexte d’avoir incité un soldat à la désertion[8],[9].

## Personnalités
- Charles Louis de Ficquelmont, comte de Ficquelmont (1777-1853), marié à Dorothée comtesse von Tiesenhausen, général de cavalerie, ambassadeur à Saint Pétersbourg (1831-1840), ministre des conférences et des affaires étrangères d'Autriche, président du conseil, chevalier de l'Ordre autrichien de la Toison d'or[3],[1].
- Dorothée comtesse von Tiesenhausen, comtesse de Ficquelmont (1804-1863), épouse du précédent. Elle tenait le soir à Saint-Pétersbourg à la résidence Saltykov, alors siège de l'ambassade d'Autriche, un des deux plus fameux salons de cette période, le second était, en la même résidence, celui de sa belle-mère Elizaveta Mikhailovna Khitrovo (1783-1839) (fille du maréchal de camps Kutuzov)[10].
- Elisabeth-Alexandrine de Ficquelmont (1825-1878) (filles des précédents), elle épousa en 1841 le prince Edmund von Clary und Aldringen et fut la dernière représentante de sa branche[3],[1].

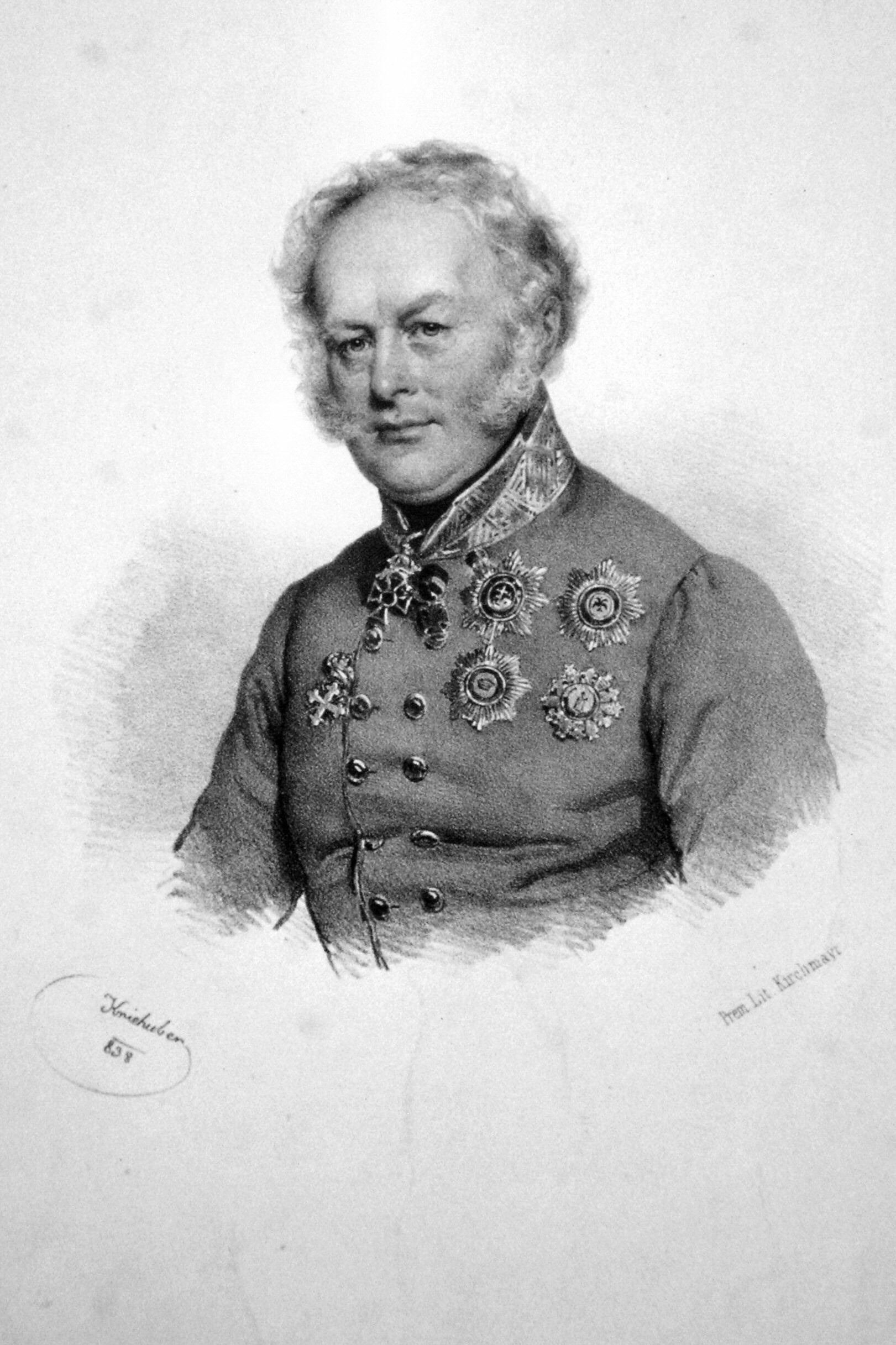
Charles Louis comte de Ficquelmont (1777-1853)
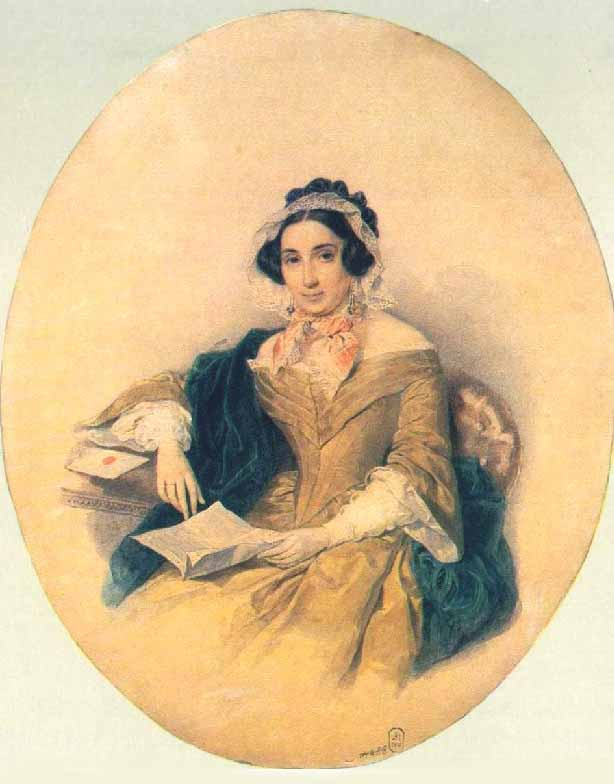
Dorothée von Tiesenhaussen comtesse de Ficquelmont (1804-1863) par Piort Sokolov
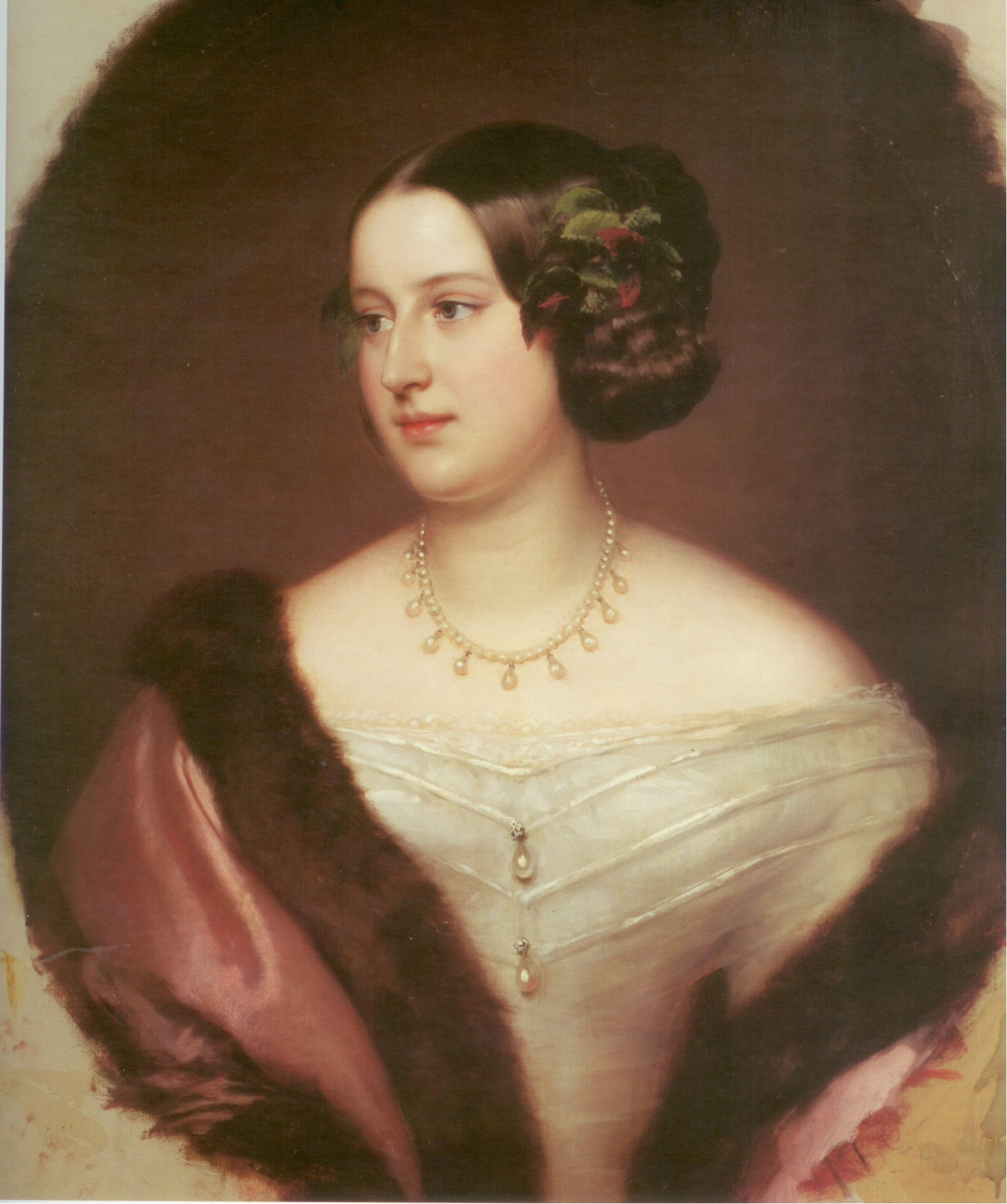
Elisabeth-Alexandrine de Ficquelmont (1825-1878), princesse Clary-Aldringen par Franz Schrocberg

## Extinction et reprise du nom
La famille noble de Ficquelmont s'est éteinte en 1948 en ligne masculine avec Louis-Charles comte de Ficquelmont de Vyle (issu de la branche établie en Belgique), dernier mâle de sa maison et en ligne féminine en 1991 avec sa nièce la comtesse Ghislaine de Ficquelmont de Vyle, fille Alphonse de Ficquelmont de Vyle (1875-1936) et de Anna-Maria Mack.
Le nom « de Ficquelmont » a été relevé en 1930 par la famille « Marie » : Charles-Georges-Émile-Paul-Maximilien « Marie», né le 21 novembre 1875 à Paris et ses enfants mineurs, ont été autorisés par décret du 8 avril 1930 à ajouter « de Ficquelmont »  à leur patronyme et s'appeler « Marie de Ficquelmont ».
La famille Marie de Ficquelmont n'appartient pas à la noblesse,.
Clotilde de Vaux née Clotilde Marie (1815-1846), muse d'Auguste Comte ainsi que son frère Maximilien Marie (1819-1891), polytechnicien et mathématicien français, avaient pour mère Henriette de Ficquelmont (fille de Maximilien Chrétien de Ficquelmont (1746-1819) et Marie-Charlotte Guérin de la Marche), mariée à Joseph Simon Marie, capitaine d'infanterie puis percepteur de Méru (Oise).
Le nom « de Ficquelmont » est également porté depuis février 1991 par Jean Clément d'Albis, depuis son adoption par la comtesse Ghislaine de Ficquelmont (1911-1991), dernière de sa famille et du nom.
La famille d'Albis n'appartient pas à la noblesse, il s'agit d'une famille bourgeoise originaire de Milhau en Rouergue

## Armes

Armes de la famille de Ficquelmont

Les armes de la famille se blasonnent ainsi : D'or à trois pals alésés, abaissés et fichés de gueules, surmontés d'un loup passant de sable.
Devise : « Nul ne m'atteint »
Cri de guerre : « Vous vous mesprenez »

## Titres
- Comte de Ficquelmont et du Saint-Empire  à titre personnel en faveur de Jacques-Charles de Ficquelmont au XVIIIe siècle. [Quand ?]
- Titre de comte par ordre de primogéniture reconnu par le roi des Pays-Bas le 16 juillet 1822 en faveur de Antoine-Charles-Ignace de Ficquelmont (1753-1833) (éteint en 1899).
- Titre de comte reconnu en 1822 par le roi des Pays-Bas en faveur de Florimond-Joseph-Ignace de Ficquelmont et à sa descendance masculine et féminine (titre éteint en 1948 en ligne masculine et en 1991 en ligne féminine)
- admis dans la noblesse belge avec reconnaissance du titre de comte en 1855 en faveur de Charles Joseph de Ficquelmont de Vyle et à sa descendance masculine et féminine (titre éteint en 1948 en ligne masculine et en 1991 en ligne féminine).

## Alliances
Les principales alliances de la famille de Ficquelmont sont,, : Le Loup, des Armoises, d'Oley, de Housse, de Choiseul, de Custine, de la Tour en Voivre, de Clemery, de Joyeuse de Granpré (1570), de Vigneulles, d'Anglure (1605), d'Ambly, de Briey, de Raigecourt (1642), de Clairon, de Custine, de Lamezan, des Salles, de Lambertye (1666), de Fussey, Canon de Ville, de Strainchamps (1586), de Gournay, de Rand, de Chauvirey (deux fois dont en 1709), de Buttler, Tiesenhausen (1821), Clary et Aldringen (1841), de Boulée de Champs de Vaux, Guérin de la Marche (1769), de Bourcier de Montureux, Marie, Barrois, Papejans de Morchoven, de Hervay, Van Gestel, de Chestret, Picot de la Peyrouse, Schormann (1854), Schnell (1863), Mack (1909).